# Darrington (Washington)
Darrington és una població dels Estats Units a l'estat de Washington. Segons el cens del 2000 tenia 1.136 habitants.

## Demografia
Segons el cens del 2000, Darrington tenia 1.136 habitants, 473 habitatges, i 292 famílies. La densitat de població era de 452,2 habitants per km².
Dels 473 habitatges en un 30,9% hi vivien nens de menys de 18 anys, en un 49% hi vivien parelles casades, en un 8,7% dones solteres, i en un 38,1% no eren unitats familiars. En el 31,7% dels habitatges hi vivien persones soles el 14,6% de les quals corresponia a persones de 65 anys o més que vivien soles. El nombre mitjà de persones vivint en cada habitatge era de 2,4 i el nombre mitjà de persones que vivien en cada família era de 3,08.
Per edats la població es repartia de la següent manera: un 27,1% tenia menys de 18 anys, un 6,9% entre 18 i 24, un 27,5% entre 25 i 44, un 21,9% de 45 a 60 i un 16,6% 65 anys o més.
L'edat mediana era de 38 anys. Per cada 100 dones de 18 o més anys hi havia 97,6 homes.
La renda mediana per habitatge era de 32.813 $ i la renda mediana per família de 44.063 $. Els homes tenien una renda mediana de 36.429 $ mentre que les dones 25.625 $. La renda per capita de la població era de 17.384 $. Aproximadament el 4,7% de les famílies i el 8,9% de la població estaven per davall del llindar de pobresa.

## Poblacions més properes
El següent diagrama mostra les poblacions més properes.